# Visso
Visso település Olaszországban, Marche régióban, Macerata megyében. Lakosainak száma 961 fő (2023. január 1.). Visso Acquacanina, Cerreto di Spoleto, Foligno, Monte Cavallo, Preci, Sellano, Serravalle di Chienti, Castelsantangelo sul Nera, Valfornace, Pieve Torina és Ussita községekkel határos.

## Népesség
A település lakossága az elmúlt években az alábbi módon változott:
| Lakosok száma | 1106 | 1076 | 961  |
|               | 2017 | 2018 | 2023 |